# Восточный Альб (район)
Восточный Альб (нем. Ostalbkreis) — район в Германии (ФРГ), в земле (государстве) Баден-Вюртемберг. 
Центр района — город Аален. Район входит в землю (государство) Баден-Вюртемберг. Подчинён административному округу Штутгарт. Занимает площадь 1511,57 км². Население — 316 159 человек. Плотность населения — 209 человек/км². Официальный код района в ФРГ — 08 1 36.
Район подразделяется на 42 общины.

## Города и общины (человек)
Города
1. Аален (67 125)
2. Бопфинген (12 575)
3. Эльванген (25 250)
4. Хойбах (10 133)
5. Лаухгайм (4 661)
6. Лорх (11 481)
7. Нересхайм (8 277)
8. Оберкохен (8 290)
9. Швебиш Гмюнд (61 391)

Объединения общин
Общины
1. Абтсгмюнд (7 394)
2. Адельмансфельден (1 886)
3. Бартоломе (2 169)
4. Бёбинген-на-Ремсе (4 689)
5. Дурланген (2 996)
6. Элленберг (1 758)
7. Эшах (1 842)
8. Эссинген (6 432)
9. Гёггинген (2 508)
10. Гшвенд (5 041)
11. Хойхлинген (1 841)
12. Хюттлинген (5 654)
13. Иггинген (2 567)
14. Ягстцелль (2 451)
15. Кирхгайм-на-Рисе (2 066)
16. Лайнцелль (2 237)
17. Мёгглинген (4 138)
18. Мутланген (6 381)
19. Нойлер (3 096)
20. Обергрёнинген (457)
21. Райнау (3 251)
22. Рисбюрг (2 378)
23. Розенберг (2 611)
24. Руппертсхофен (1 870)
25. Шехинген (2 438)
26. Шпрайтбах (3 516)
27. Штёдтлен (2 008)
28. Теферрот (1 040)
29. Танхаузен (1 869)
30. Унтершнайдхайм (4 666)
31. Вальдштеттен (7 247)
32. Вестаузен (5 885)
33. Вёрт (1 423)